# Ljubomir Mihajlović
Ljubomir Mihajlović (srbskou cyrilicí Љубомир Михајловић; * 4. září 1943, Bělehrad) je bývalý jugoslávský fotbalista srbské národnosti, střední obránce.

## Fotbalová kariéra
V jugoslávské lize hrál v letech 1961-1970 za Partizan Bělehrad, nastoupil ve 184 ligových utkáních, dal 2 góly a s týmem získal tři mistrovské tituly. Ve francouzské Ligue 1 hrál za Olympique Lyon, nastoupil ve 233 ligových utkáních a dal 1 gól. Kariéru zakončil v nižších francouzských soutěžích v týmech US Melun a FC Villefranche Beaujolais. V Poháru mistrů evropských zemí nastoupil ve 12 utkáních, v Poháru vítězů pohárů nastoupil ve 4 utkáních, ve Veletržním poháru nastoupil v 6 utkáních a v Poháru UEFA nastoupil v 5 utkáních a dal 1 gól. Za reprezentaci Jugoslávie nastoupil v letech 1966-1968 v 6 utkáních. Byl členem stříbrné jugoslávské reprezentace na Mistrovství Evropy ve fotbale 1968, ale v utkání nenastoupil.

## Ligová bilance
| Ročník                          | Zápasy | Góly | Klub              |
| ------------------------------- | ------ | ---- | ----------------- |
| Jugoslávská Prva liga 1961/1962 | 6      | 0    | Partizan Bělehrad |
| Jugoslávská Prva liga 1962/1963 | 23     | 0    | Partizan Bělehrad |
| Jugoslávská Prva liga 1963/1964 | 21     | 0    | Partizan Bělehrad |
| Jugoslávská Prva liga 1964/1965 | 26     | 0    | Partizan Bělehrad |
| Jugoslávská Prva liga 1965/1966 | 16     | 0    | Partizan Bělehrad |
| Jugoslávská Prva liga 1966/1967 | 28     | 0    | Partizan Bělehrad |
| Jugoslávská Prva liga 1967/1968 | 28     | 1    | Partizan Bělehrad |
| Jugoslávská Prva liga 1968/1969 | 6      | 0    | Partizan Bělehrad |
| Jugoslávská Prva liga 1969/1970 | 30     | 1    | Partizan Bělehrad |
| Ligue 1 1970/1971               | 35     | 0    | Olympique Lyon    |
| Ligue 1 1971/1972               | 37     | 0    | Olympique Lyon    |
| Ligue 1 1972/1973               | 35     | 0    | Olympique Lyon    |
| Ligue 1 1973/1974               | 28     | 0    | Olympique Lyon    |
| Ligue 1 1974/1975               | 36     | 0    | Olympique Lyon    |
| Ligue 1 1975/1976               | 24     | 0    | Olympique Lyon    |
| Ligue 1 1976/1977               | 38     | 1    | Olympique Lyon    |
| Ligue 2 1977/1978               | 30     | 0    | US Melun          |
| CELKEM Jugoslávská Prva liga    | 184    | 2    |                   |
| CELKEM Ligue 1                  | 233    | 1    |                   |